# Rabban al-Qas
Rabban al-Qas (ur. 1 lipca 1949 w Komane, zm. 28 sierpnia 2023) – iracki duchowny chaldejski narodowości kurdyjskiej, w latach 2002–2021 biskup eparchii chaldejskich w północnym Iraku.

## Życiorys
Święcenia kapłańskie przyjął w 1973. 6 grudnia 2001 został mianowany biskupem eparchii Amadija. Sakry udzielił mu 1 lutego 2012 chaldejski patriarcha Babilonu Rafael I BiDawid, któremu towarzyszyli arcybiskup Kirkuku André Sana oraz emerytowany biskup Alkuszu Abdul-Ahad Sana. W latach 2007–2010 był równocześnie administratorem apostolskim archieparchii Irbilu. W lipcu 2013 eparchia Amadija została połączona z eparchią Zachu, tworząc eparchię Zachu i Amadija, której al-Qas został pierwszym biskupem eparchialnym. W 2020 roku, kiedy to diecezja została ponownie podzielona został powtórnie biskupem eparchialnym Amadiji.
W 2008 krytykował turecką interwencję wojskową na północy Iraku.